# Duke Erikson
Pour les articles homonymes, voir Erikson.
Douglas Elwin "Duke" Erikson est un musicien américain né le 15 janvier 1951 à Lyons, dans le Nebraska.

## Biographie
Étudiant en art à l'université de Madison, Wisconsin, il y rencontre Butch Vig avec qui il crée plusieurs groupes comme Spooner (1976), Fire Town (1987) et Garbage en 1993. Parallèlement à ce dernier groupe, il forme un groupe de reprises rock, les Know-It-All Boyfriends, toujours avec Butch Vig, qui se réunit de temps en temps dans la région de Madison.